# Stendaler Kleinbahn
Die Stendaler Eisenbahn-AG, die bis zum 25. November 1942 als Stendaler Kleinbahn-AG firmierte, war eine Kleinbahngesellschaft im Osten der Altmark in der preußischen Provinz Sachsen.

## Geschichte

### Kleinbahn-AG Stendal–Arendsee

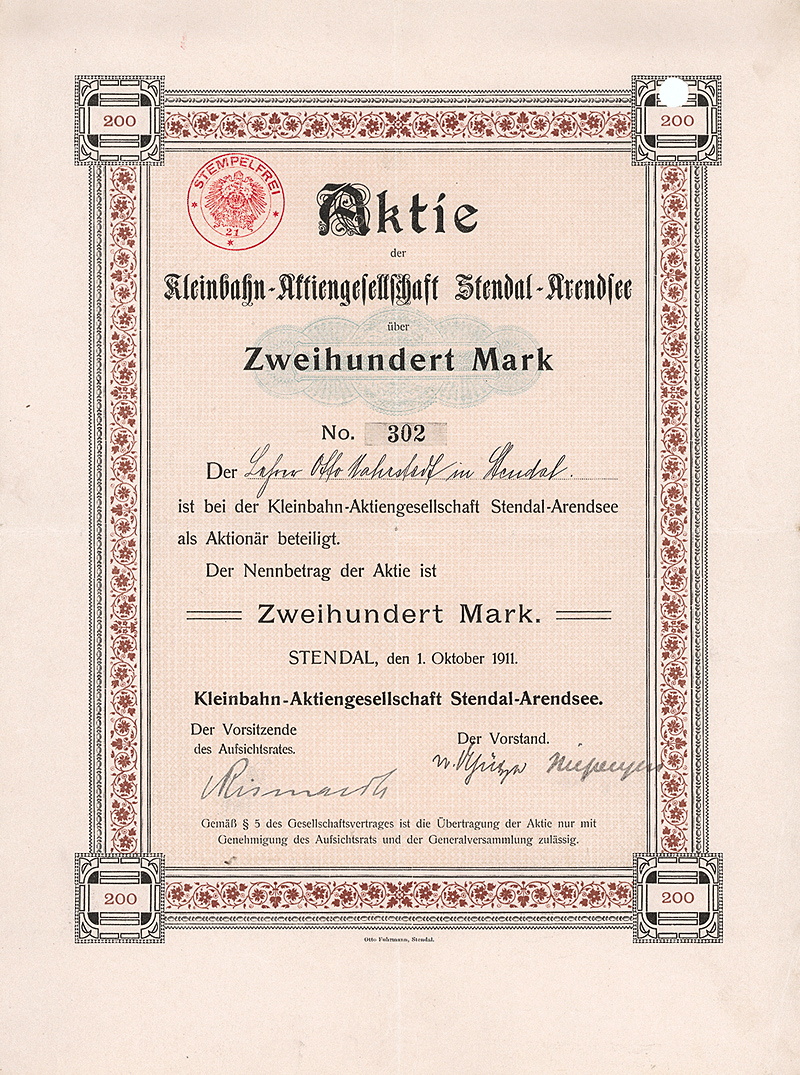
Namensaktie über 200 Mark der Kleinbahn-AG Stendal-Arendsee vom 1. Oktober 1911

Die Kleinbahn-AG Stendal–Arendsee, die seit 1908 die Bahnstrecke Stendal–Arendsee betrieb, änderte mit Wirkung zum 23. November 1915 ihren Namen in Stendaler Kleinbahn-AG.

### Stendaler Kleinbahn-AG
1921 umfasste das Streckennetz des Unternehmens nach der Eröffnung einer Zweigstrecke von Peulingen nach Bismark 71 Kilometer Länge. 1924 übernahm die Stendaler Kleinbahn-AG die inzwischen auf Regelspur umgebaute Bahnstrecke Stendal–Arneburg der Kleinbahn-AG Stendal-Arneburg, wodurch sich das Schienennetz auf 84 Kilometer Länge ausweitete.
Für den Betrieb standen sechs Dampflokomotiven, zwei Triebwagen, 15 Personenwagen, drei Pack- und 29 Güterwagen zur Verfügung. An die Gesellschaft angeschlossen war der Busbetrieb der Altmärkischen Kraftverkehrs-GmbH, der den südwestlichen Teil des Landkreises Stendal erschloss.

## Nach dem Zweiten Weltkrieg
Nach Kriegsende übernahmen Ende 1946 die Sächsischen Provinzbahnen GmbH und ab 15. August 1948 die Vereinigung Volkseigener Betriebe (VVB) des Verkehrswesens Sachsen-Anhalt den Betrieb. In den letzten Jahrzehnten ihrer Existenz ab 1. April 1949 gehörte die Stendaler Eisenbahn zur Deutschen Reichsbahn.
Die Strecke Peulingen–Bismark wurde 1951, die Strecke Stendal–Arneburg 1972 und die Strecke Stendal–Arendsee etappenweise zwischen 1978 und 1985 eingestellt. Eine teilweise Reaktivierung erfuhr die Arneburger Kleinbahn, auf der ein Teil der Trasse für die zur Anbindung des damals geplanten Kernkraftwerk Stendal errichteten Bahnstrecke Borstel–Niedergörne genutzt wurde.

## Überlieferung
Die Überlieferung der Stendaler Kleinbahn-AG befindet sich in der Abteilung Dessau des Landesarchivs Sachsen-Anhalt.